# Kōmei Tennō
Kōmei Tennō (孝明天皇?  , Kioto, 22 de julio de 1831 - Kioto, 30 de enero de 1867) fue el 121.er emperador de Japón, según el orden tradicional de sucesión. Reinó desde el 10 de marzo de 1846 al 30 de enero de 1867. Su nombre propio era Osahito (統仁?) y su título era Hiro-no-miya (煕宮?).
Durante su reinado hubo mucha agitación interna como resultado del primer contacto importante de Japón con los Estados Unidos, que ocurrió bajo el comodoro Matthew Perry en 1853 y 1854, y la posterior reapertura forzada de Japón a las naciones occidentales, terminando un período de 220 años de aislamiento nacional. Al emperador Kōmei no le importaba mucho lo extranjero, y se opuso a abrir Japón a las potencias occidentales. Su reinado continuaría dominado por la insurrección y los conflictos partidistas que eventualmente culminarían en el colapso del shogunato Tokugawa poco después de su muerte y la Restauración Meiji al comienzo del reinado de su hijo y sucesor, el Emperador Meiji.

## Biografía
La hermana más joven del emperador, la princesa imperial Kazu-no-Miya Chikako (和宮親子内親王?) fue dada en matrimonio al shōgun Tokugawa Iemochi como parte del movimiento para unir la corte y el Bakufu, pero la muerte del shōgun acabó las negociaciones. El emperador y su hermana estuvieron en contra del matrimonio, aunque él se daba cuenta de los beneficios que se tendrían de tal enlace familiar con los verdaderos soberanos de Japón. Kōmei se preocupó poco o nada por la política exterior. De hecho, aborrecía los cambios que estaban teniendo lugar en el Japón de la época. Asimismo, se mostró contrario a la apertura de Japón a las potencias occidentales y a la política exterior y Tratado Harris emprendida por el Shōgun Tokugawa, que cada vez aceptaba más y más demandas extranjeras. 

## Reinado
Durante su reinado comenzó a obtener más poder mientras que el Shogunato Tokugawa disminuía, aunque esto estaba limitado a la consulta y otras deferencias de protocolo. Murió de viruela a la edad de 35 años. Existe una teoría según la cual habría sido envenenado por un grupo anti-Bakufu.
El Príncipe Osahito fue entronizado como Emperador el 10 de marzo de 1846 tras la muerte de su padre. Se consideró que la sucesión había sido recibida por el nuevo monarca; y poco después, se dice que el emperador Kōmei accedió al trono. Los años del reinado de Kōmei corresponden a un período en el que Tokugawa Ieyoshi, Tokugawa Iesada, Tokugawa Iemochi y Tokugawa Yoshinobu fueron líderes en el pináculo del shogunato Tokugawa. El 8 de julio de 1853, el comodoro estadounidense Matthew C. Perry llegó con sus "Black Ships" para forzar el comercio con Japón. El shogunato Tokugawa, que había controlado los asuntos militares y civiles en las provincias feudales de Japón durante unos tres siglos, demostró ser incapaz de enfrentar el nuevo desafío del comercio abierto con Occidente. En ese momento, el emperador Kōmei aún conservaba solo el poder simbólico en su corte en Kioto. A medida que el shogunato, dividido por disputas internas, gradualmente cedió la soberanía a las potencias extranjeras, bajo amenaza de fuerza militar, el emperador Kōmei comenzó a imponerse y recuperar muchos de los poderes que sus antepasados habían otorgado al clan Tokugawa al final del Sengoku ("estados en guerra"). La hermana menor del Emperador, la princesa imperial Kazu-no-Miya Chikako (和 宮 親子 内 親王), se casó con Tokugawa Iemochi, el shōgun de Tokugawa como parte del Movimiento para unir la corte y Bakufu. Tanto el Emperador como su hermana estaban en contra del matrimonio, a pesar de que se dio cuenta de las ganancias que se obtendrían de esas conexiones familiares con el verdadero gobernante de Japón.

### Consulta con el shogunato
El 22 de enero de 1858, Daigaku no kami Hayashi Akira encabezó la delegación bakufu que buscó el consejo del emperador Kōmei para decidir cómo lidiar con las nuevas potencias extranjeras asertivas. Esta habría sido la primera vez que se buscaba activamente el consejo del Emperador desde el establecimiento del shogunato Tokugawa. La consecuencia más fácil de identificar de esta obertura de transición sería el mayor número de mensajeros que se transmiten de ida y vuelta entre Edo y Kioto durante la próxima década. Con respecto a estas difíciles audiencias imperiales en Kioto, no hay ninguna pequeña ironía en el hecho de que el shogun y su bakufu fueron representados por un erudito / burócrata neoconfuciano del siglo XIX que se habría sorprendido de encontrarse en un nexo crucial de gestión cambio político: movimiento que podría decirse "por el libro" a través de aguas desconocidas con teorías e historia bien establecidas como la única guía confiable. Hayashi Akira fue enviado de Edo a Kioto en octubre de 1858 para explicar los términos del Tratado de Amistad y Comercio (日 米 修好 通商 条約, Nichibei Shūkō Tsūshō Jōyaku), también conocido como el Tratado de Harris. La doble tarea de Hayashi era explicar los términos a un emperador escéptico y obtener el consentimiento del soberano. Kōmei finalmente accedió en febrero de 1859 cuando llegó a comprender que no había alternativa.
La peregrinación del 14.º shogun Tokugawa Iemochi a Kioto en 1863 fue un momento decisivo no solo en las relaciones del siglo XIX entre el bakufu militar y la Corte Imperial, sino también en lo que la historia llamaría la Restauración Meiji. La recepción por parte del emperador Kōmei del shogun en el palacio de Kioto puede verse como un momento en el que el reino político fue completamente redefinido, convirtiéndose en un reino imperial de transición. Esta impresión fue impuesta por la consiguiente peregrinación del emperador Kōmei al santuario de Kamo, con el shogun a cuestas. Esta demostración pública mostró que ahora había surgido un nuevo orden en el reino.
Después de aceptar a regañadientes el Tratado de Harris, Japón rápidamente firmó tratados similares, llamados Tratados Ansei, con Rusia, Francia, Gran Bretaña y los Países Bajos. Estos tratados fueron ampliamente considerados por los intelectuales japoneses como desiguales, habiendo sido forzados a Japón a través de la diplomacia de los cañoneros, y como un signo del deseo de Occidente de incorporar a Japón al esquema del imperialismo europeo que se había apoderado del continente asiático. Entre otras medidas, los tratados desiguales otorgaron a las naciones occidentales un control inequívoco de los aranceles a las importaciones y el derecho de extraterritorialidad a todos sus ciudadanos visitantes. Seguirían siendo un punto conflictivo en las relaciones de Japón con Occidente hasta principios del siglo XX.

### La "Orden de expulsar a los bárbaros"

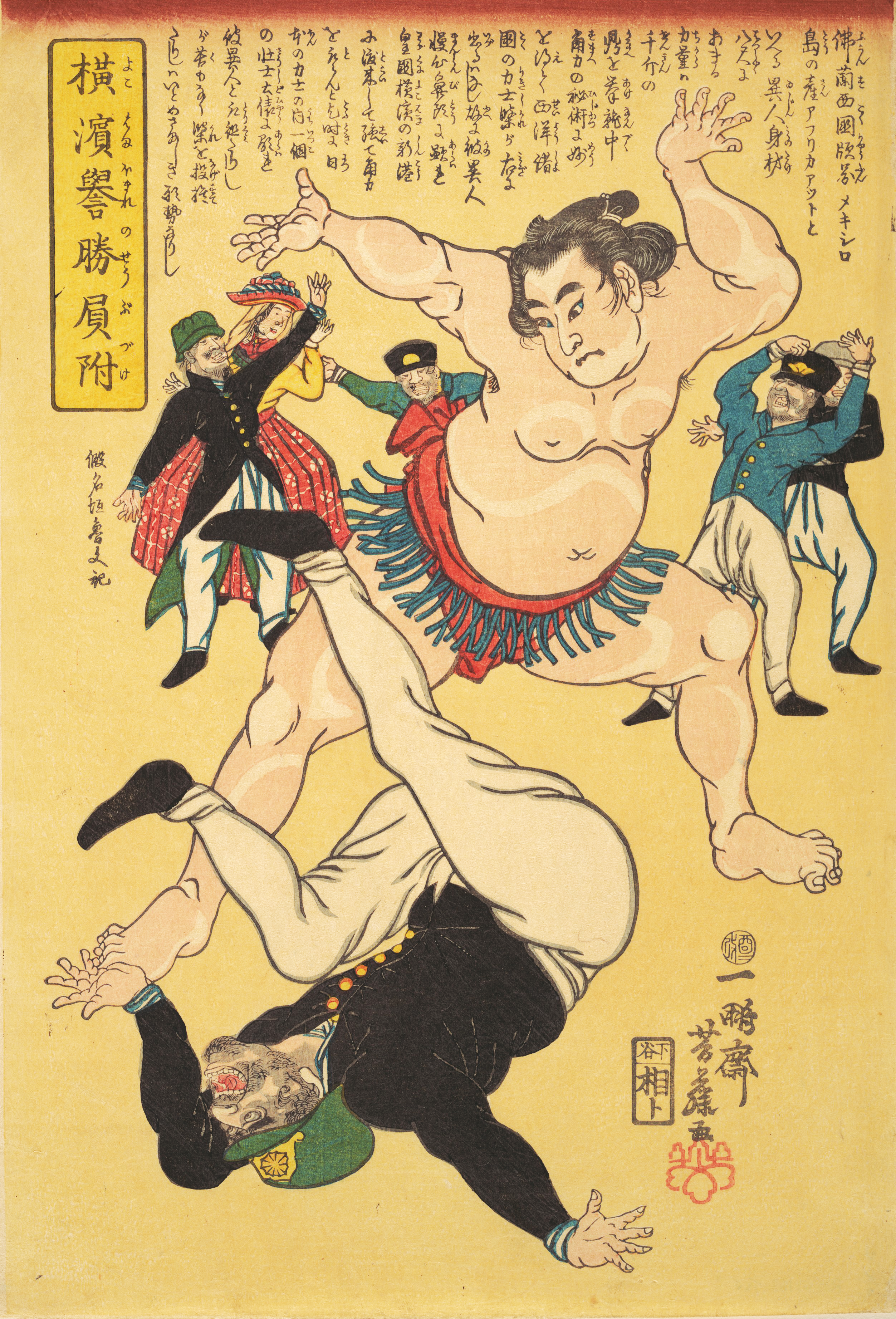
Una imagen de 1861 que expresa el sentimiento Joi (攘夷, "Expulsar a los bárbaros")

El Emperador Kōmei se enfureció con casi todos los desarrollos durante su reinado como Emperador, y durante su vida nunca vio a ningún extranjero ni sabía mucho sobre ellos. Los tratados comerciales desiguales con las potencias occidentales, como el Tratado de Kanagawa y el Tratado de Harris se firmaron sin la sanción imperial y a pesar de la negativa del Emperador a aprobarlos. En dos ocasiones expresó su voluntad de renunciar a su cargo en protesta. Durante su reinado comenzó a ganar más poder a medida que el shogunato Tokugawa declinó, aunque esto se limitó a consultas y otras formas de deferencia según el protocolo. El emperador Kōmei generalmente estuvo de acuerdo con los sentimientos antioccidentales y, rompiendo con siglos de tradición imperial, comenzó a tomar un papel activo en asuntos de estado. A medida que surgían las oportunidades, fulminó contra los tratados e intentó interferir en la sucesión shogunal. Sus esfuerzos culminaron en 1863 con su "Orden de expulsar a los bárbaros". Aunque el Shogunato no tenía intención de hacer cumplir la orden, inspiró ataques contra el propio Shogunato y contra los extranjeros en Japón: el incidente más famoso fue el asesinato del comerciante británico Charles Lennox Richardson, por el cual el gobierno de Tokugawa pagó una indemnización de cien mil libras británicas. Otros incidentes incluyeron el Bombardeo de Shimonoseki y el de Kagoshima, causando la destrucción de buques de guerra japoneses, armas costeras e infraestructura militar variada en todo el país. Estos incidentes mostraron que Japón no podía igualar el poder militar de los extranjeros occidentales en ese momento, y que la confrontación bélica no podía ser la solución.

## Enfermedad y muerte

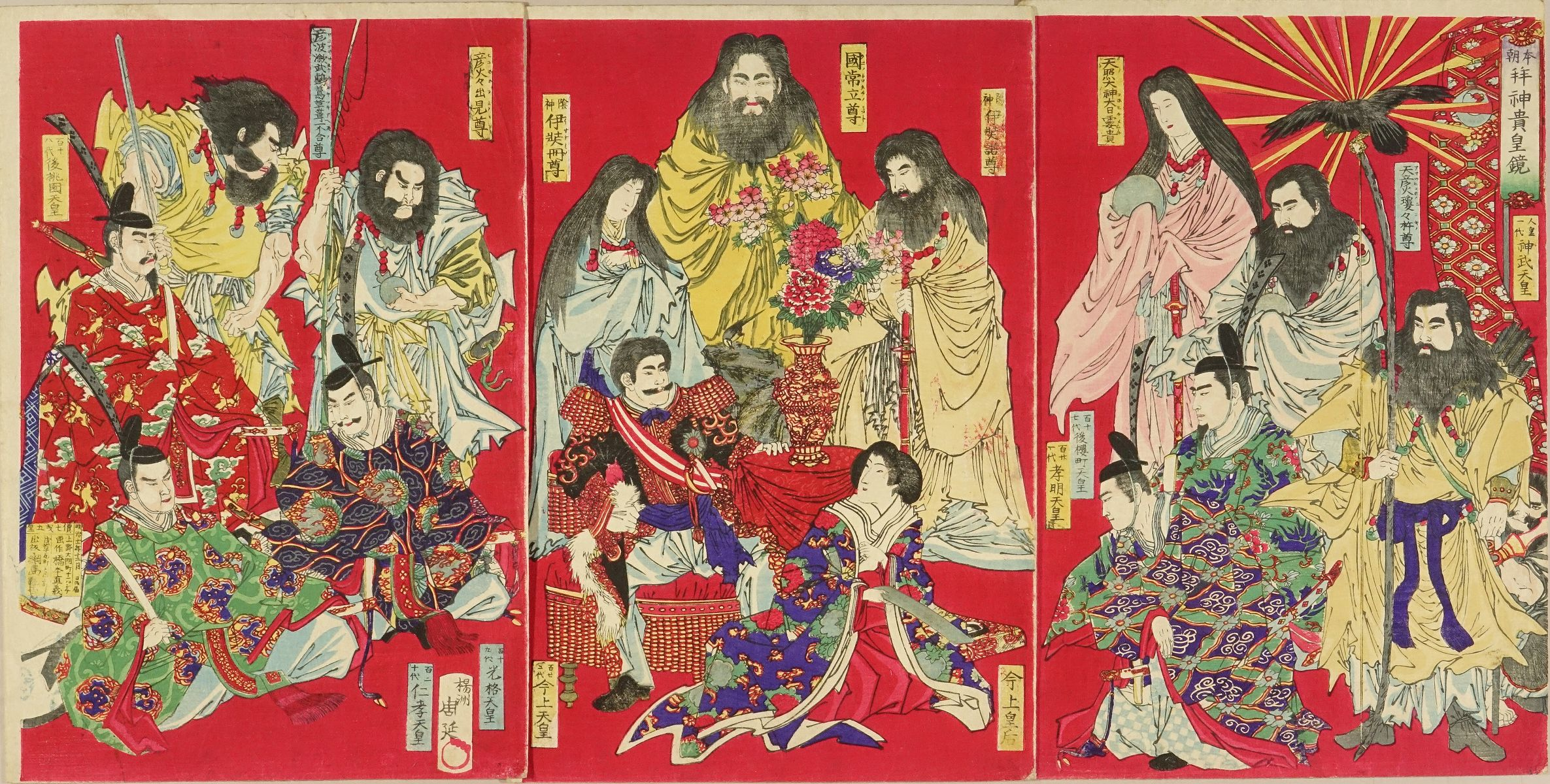
Grabado de Toyohara Chikanobu (1838 - 1912), hecho en 1878, presenta visualmente el principio central de Sintoísmo estatal (1871-1946). Esta variante sintoísta afirmaba y promovía la creencia en la divinidad del emperador, creando un árbol genealógico que se remonta hasta el primer emperador y a las deidades más importantes de la mitología japonesa.

En enero de 1867, el Emperador fue diagnosticado con viruela, lo que causó sorpresa porque Kōmei supuestamente nunca antes había estado enfermo. El 30 de enero de 1867 sufrió un ataque violento fatal de vómitos y diarrea, y tenía manchas moradas en la cara. La muerte del emperador Kōmei fue claramente conveniente para las fuerzas anti-bakufu a las que Kōmei se había opuesto constantemente; se rumoreaba en ese momento que fue asesinado por radicales de Choshu o por funcionarios radicales en la corte. El diplomático británico sir Ernest Satow escribió: "es imposible negar que la desaparición [del emperador Kōmei] de la escena política, dejando como sucesor a un niño de quince o dieciséis [en realidad catorce], fue lo más oportuno", sin embargo, no hay evidencia de esto y generalmente se cree que él fue simplemente una víctima más de lo que era una pandemia en ese momento. Sin embargo, en el momento de la muerte del emperador Kōmei, el gobierno se enfrentaba a la bancarrota y al colapso cercano; Japón también estaba rodeado de potencias coloniales, que estaban preparadas para obtener una influencia considerable con importantes inversiones en el comercio japonés. El hijo de Kōmei, el Príncipe Imperial Mutsuhito, fue coronado como Emperador Meiji el 12 de septiembre de 1868 y estos problemas debieron ser enfrentados bajo la Restauración Meiji.
Después de la muerte de Kōmei en 1867, su kami fue consagrado en el mausoleo imperial, Nochi no Tsukinowa no Higashi no misasagi (後 月 輪 東山 陵), que se encuentra en Sennyū-ji en Higashiyama-ku, Kioto. También están consagrados en este complejo de mausoleo los predecesores inmediatos de Kōmei desde el Emperador Go-Mizunoo: Meishō, Go-Kōmyō, Go-Sai, Reigen, Higashiyama, Nakamikado, Sakuramachi, Momozono, Go-Sakuramachi, Go-Momozono, Kōkaku y Ninkō. La emperatriz viuda Eishō también está enterrada en este complejo de mausoleo imperial.
El emperador Kōmei fue el último emperador que recibió un nombre póstumo elegido después de su muerte. Comenzando con el reinado de su hijo Mutsuhito, los nombres póstumos fueron elegidos de antemano, siendo los mismos que sus nombres de reinado, siendo que todo el periodo de gobierno de Mutsuhito sería denominado Era Meiji.

## Otros datos

### Genealogía
El emperador Kōmei era el cuarto hijo de Ninkō Tennō. Su esposa fue Kujō Asako (九条夙子), posteriormente titulada Eishō Kōtaigō (英照皇太后). Meiji Tennō fue su segundo hijo. Kōmei tuvo seis hijos, cuatro hijas y dos hijos, pero el futuro emperador Meiji fue el único en sobrevivir más allá de la edad de cuatro años.

### Nombre
El emperador Kōmei fue el último emperador que le fue dado un nombre póstumo elegido después de su muerte. Comenzando con el emperador Meiji, los nombres póstumos fueron elegidos por adelantado, siendo los mismos que coincidían con sus reinados.

## Eras de su reinado
Además, el emperador Kōmei fue el último emperador japonés que tuvo múltiples nombres de era (nengō) durante un solo período de gobierno. Comenzando con su sucesor Meiji, un solo nombre de la era (idéntico al título oficial del emperador) era escogido y no se cambiaría hasta su muerte. Hubo siete eras durante su reinado:
- Kōka (弘化) (1844-1848)
- Kaei (嘉永) (1848-1854)
- Ansei (安政) (1854-1860)
- Man'en (万延) (1860-1861)
- Bunkyū (文久) (1861-1864)
- Genji (元治) (1864-1865)
- Keiō (慶応) (1865-1868)